# Stare Łozice
Stare Łozice – osada w Polsce położona w województwie zachodniopomorskim, w powiecie koszalińskim, w gminie Bobolice przy drodze wojewódzkiej 171.
W latach 1975–1998 miejscowość położona była w województwie koszalińskim.